# Касперович, Дмитрий Валерьевич
Дмитрий Валерьевич Касперович (род. 15 декабря 1976 года, Свердловск) — российский военачальник, генерал-лейтенант (18.02.2021). Герой Российской Федерации.

## Биография
Сын офицера Советской армии. С 1994 года служит в Российской Армии. Окончил Московское высшее общевойсковое командное училище. В 1999 году участвовал в боевых действиях второй чеченской войны на территории Дагестана и Чечни, будучи командиром роты. С 2007 по 2009 годы — командир 191-го мотострелкового полка 201-й российской военной базы в Таджикистане. С марта 2011 года — командир 28-й отдельной мотострелковой бригады Центрального военного округа. С 2012 года — командир 17-й гвардейской отдельной мотострелковой бригады 58-й общевойсковой армии Южного военного округа, которая на постоянной основе дислоцирована на территории Чеченской Республики. Подразделения бригады активно участвовали в специальных операциях против террористического подполья и бандформирований на территории республики. Сам Касперович был дважды ранен.
Воинское звание генерал-майор было присвоено 20 февраля 2013 года.
Блогерами в Интернете, прежде всего на украинских форумах и в Живом Журнале, неоднократно высказывались утверждения, что в 2014 году Д. В. Касперович участвовал в боевых действиях на востоке Украины, но никаких доказательств этому не приводилось. Руководство Министерства обороны Российской Федерации отрицает участие российских военнослужащих в этом конфликте. Тем не менее, военнослужащие 17-й отдельной мотострелковой бригады ВС РФ, командиром которой был Касперович, действительно принимали участие в вооружённом конфликте на востоке Украины в 2014 году.
В 2018 году окончил Военную академию Генерального штаба Вооружённых сил Российской Федерации. С 2018 года проходит службу в должности первого заместителя начальника Главного организационно-мобилизационного управления Генерального штаба Вооружённых сил Российской Федерации.

## Награды
- Герой Российской Федерации (дата указа неизвестна, предположительно 2014 или 2015 годы)
- Орден «За военные заслуги» (20.02.2013)
- Медаль ордена «За заслуги перед Отечеством» 2-й степени с изображением мечей (26.01.2007)
- Ведомственные медали Минобороны России